# 安进
安進（AMGen，原稱Applied Molecular Genetics）是一家美國製葯公司，總部位于加州千橡市。它成立于1980年，經過多次兼併，成爲世界最大的製藥公司之一。

## 歷史
2019年8月，安進宣佈計劃斥資134億美元收購賽爾基因的銀屑病治療藥物阿普斯特（Apremilast，Otezla），算上22億美元的稅務得益，實際交易額約為112億美元。
2019年11月1日安進斥資27億美元認購百濟神州已發行股本的20.5%。

## 外部連結
- Official website （页面存档备份，存于）
- Amgen SEC Filings （页面存档备份，存于）
- Amgen Inc. Company Profile （页面存档备份，存于） Profile at Google Finance.
- Businessweek.com